# 羅素·摩斯·懷爾德一世
羅素·摩斯·懷爾德一世（英語：Russell Morse Wilder Sr，1885年11月24日—1959年12月16日）出生於美國俄亥俄州辛辛那提的醫師、醫學研究員，專精於食品營養、糖尿病以及癲癇的研究和治療，是著名飲食療法經典生酮飲食的創立者之一，當時用於治療及控制癲癇患者，特別是難治或頑固型的患者甚為有效，同時他也是最早是用胰島素的先驅醫師之一。

## 生平
本人於1907年取得芝加哥大學的醫科學士學位，之後繼續在校攻讀更高的學位，於1911年取得同校的病理學的博士學位。其後跟著著名病理學家霍華德·泰勒·立克次前往墨西哥城，共同研究斑疹傷寒。1914年到1917年，他在芝加哥長老教會醫院（拉許大學醫學中心）擔任醫師。
1919年是他重要的轉折，羅素·摩斯·懷爾德醫師加入梅約診所體系，並擔任糖尿病科的專科主任，1922年成為梅約的助理教授、1929年成為副教授，1931年成為梅約基金會的正教授、醫學系主任，其後開始大量的內分泌學、新陳代謝和營養學的專門研究，直到1950年從梅約體系退休。
羅素·摩斯·懷爾德在公衛體系也多有建樹；他擔任美國國家關節炎和代謝疾病研究所第一任所長、1946年-1947年為美國糖尿病協會；ADA的主席，醫學研究方面也有相當豐富的成就，曾經發表過250餘篇論文、醫學著作和協助撰寫醫學教科書。

## 家庭關係
1911年與妻子露西·伊麗莎白·比勒（Lucy Elizabeth Beeler）結婚，育有兩子分別是拉塞爾·莫爾斯·懷爾德二世(Russell Morse Wilder Jr., MD)（1912年至1979年）和湯瑪士·卡羅爾·懷爾德(Thomas Carroll Wilder, MD)（1915年至1961年）。

## 受獎
- 美國醫學會約瑟夫·戈德伯格營養獎。
- 美國烘焙師協會特別獎，表彰他對於麵粉必須添加硫胺的重要性[8]。